# Миклашевич, Пётр Петрович
Пётр Петрович Миклаше́вич (бел. Пётр Пятровіч Міклашэвіч; род. 18 октября 1954, Косута, Молодечненская область) — белорусский юрист, Генеральный прокурор Республики Беларусь в 2004—2008 годах, председатель Конституционного Суда Республики Беларусь с 2008 года. Заслуженный юрист Республики Беларусь.

## Биография
В 1972—1982 годах служил в советской армии, в 1981 году окончил юридический факультет Белорусского государственного университета. Работал в суде Буда-Кошелёвского района (Гомельская область), затем в Гомельском областном суде, в 1989—1998 годах — председатель этого суда.
В 1998 году занял должность первого заместителя Министра юстиции Республики Беларусь, в следующем году назначен первым заместителем Председателя Верховного суда. В 2004 году назначен Генеральным прокурором Республики Беларусь.
Параллельно с работой в Министерстве юстиции и Верховном суде Миклашевич некоторое время являлся заместителем Председателя Центральной избирательной комиссии по выборам и референдумам. Белорусский юрист и правозащитник Гарри Погоняйло критиковал совмещение должностей Миклашевичем в суде, поскольку Миклашевич, будучи первым заместителем Председателя Верховного Суда, участвовал в рассмотрении жалоб на свою деятельность в качестве заместителя председателя Центризбиркома. Одновременно, по мнению Погоняйло, Миклашевич нарушил принцип независимости судей.
В феврале 2008 года назначен председателем Конституционного суда Республики Беларусь.
В 2011 году Миклашевич признал результаты президентских выборов 2010 года законными и отказался давать оценку преследованию политических оппонентов Александра Лукашенко в ходе и после выборов.
28 февраля 2019 года Миклашевич, несмотря на пенсионный возраст, был переназначен на должность председателя Конституционного суда на 11 лет (до 2030 года).
В марте 2020 года Миклашевич заявил, что Конституционный суд подготовил поправки в Конституцию, но не рассказал о них. Доктор юридических наук, бывший судья Конституционного суда Михаил Пастухов предположил, что непубличная выработка поправок в Конституцию судьями Конституционного суда (по его мнению, данная работа выходит за пределы их компетенции) стала результатом поручения Лукашенко. Он также заявил, что подобный способ разработки поправок неуполномоченным органом является незаконным и может быть квалифицирован как злоупотребление властью или служебными полномочиями.
25 августа 2020 года Миклашевич назвал Координационный совет белорусской оппозиции неконституционным. Отмечалось, что объяснение Миклашевича («не предусмотрен Конституцией») применимо к Всебелорусскому народному собранию, которое Александр Лукашенко называл «одной из важнейших форм прямой демократии».

## Санкции
В феврале 2007 года попал в список специально обозначенных граждан и заблокированных лиц США. Администрация США обвинила Миклашевича в репрессиях против гражданского общества и демократической оппозиции, фальсификации президентских выборов 2006 года. Соответствующие санкции принял и Европейский союз, включив Миклашевича в «Чёрный список ЕС».
В феврале 2011 года был снова включён в санкционный список Евросоюза.
После президентских выборов и протестов 2020 года был внесён в санкционные списки балтийских стран в сентябре того же года. 6 ноября 2020 года на Петра Миклашевича в очередной раз были наложены персональные санкции Европейского Союза. 24 ноября к этому пакету санкций ЕС присоединились Албания, Исландия, Лихтенштейн, Норвегия, Северная Македония, Черногория, а 11 декабря — и Швейцария. Кроме того, 6 ноября Миклашевич попал под санкции Великобритании и Канады.